# Sphagnum amoenoides
Sphagnum amoenoides är en bladmossart som beskrevs av H. Crum 1997. Sphagnum amoenoides ingår i släktet vitmossor, och familjen Sphagnaceae. Inga underarter finns listade i Catalogue of Life.